# Scream-Queen

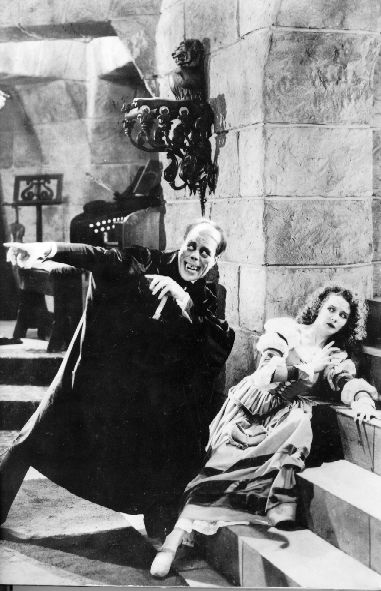
Das Phantom der Oper (1925)

Scream-Queen („Schreikönigin“) ist ein von den Medien und den Studios geprägter Begriff für  Schauspielerinnen, die bei ihren Auftritten in Horrorfilmen in bedrohlichen Situationen oft schrille Laute des Entsetzens und Erschreckens von sich geben.
Bereits in der Stummfilmzeit waren von Monstern bedrohte Frauen im Horrorfilm ein wichtiges Element. Vermutlich wurde der Begriff erstmals für die Schauspielerin Fay Wray verwendet. In der ersten Hälfte der 1930er Jahre spielte sie mehrmals Rollen in Horrorfilmen, in denen sie in bedrohlichen Situationen laute Schreie ausstieß. Ihr noch heute bekanntester Auftritt dieser Art war 1933 in King Kong und die weiße Frau.
Mit dem Aufkommen des Tonfilms wurden einige Schauspielerinnen vor ein Problem gestellt: Sie konnten nicht markerschütternd schreien, wie es ihre Rolle verlangte. So entstand in Hollywood kurzzeitig der Beruf der „Schreierin“. Sie schrie für die betreffende Schauspielerin – meist live im Studio, in späteren Jahren synchronisierte sie auch die Szene und unterstützte schreiunfähige Schauspielerinnen. Die entsprechenden Schreie wurden bereits in den 1930er Jahren technisch verstärkt und mit weiteren Geräuschen untermalt.
Die attraktive, aber zugängliche Scream Queen tritt typischerweise als verfolgte Unschuld im Horrorgenre auf. Lloyd Kaufman, Mitgründer der Troma Entertainment, bezeichnete die Rollen als vielfältig und anspruchsvoll.
In  späteren Horrorfilmen wie Halloween – Die Nacht des Grauens von 1978 wurden Schauspielerinnen – in diesem Fall Jamie Lee Curtis – so stark mit dem Begriff „Scream Queen“ verbunden, dass sie danach für längere Zeit hauptsächlich Angebote für ähnliche Rollen erhielten. Ab den 1970er Jahren wandelte sich dann das Bild der Frau in den Filmen. So weigerte sich Gaylen Ross, während der Dreharbeiten zum Film Zombie die Regieanweisung, bei Gefahr zu schreien, zu befolgen, da sie die von ihr gespielte Figur Francine Parker als starke Frau darstellen wollte. Regisseur und Drehbuchautor George A. Romero griff dies im weiteren Verlauf der Dreharbeiten auf und baute die Rolle in diese Richtung weiter aus.
Den Ruf einer männlichen Scream-Queen hat Schauspieler Bruce Campbell, den ihm das Ende von Tanz der Teufel von 1981 und die Fortsetzung Tanz der Teufel II – Jetzt wird noch mehr getanzt von 1987 einbrachten, insbesondere im zweiten Teil der Horrorfilm-Reihe schreit Campbell durchweg in etlichen Szenen.